# Maria Petrova

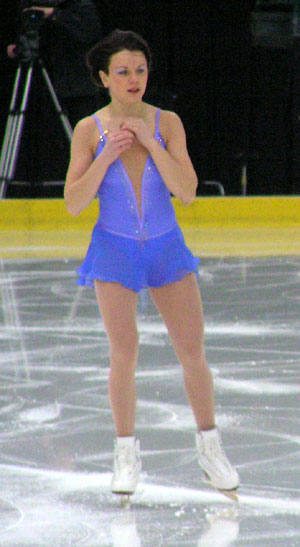
Maria Petrova

Maria Igorevna Petrova (Russisch: Мария Игоревна Петрова) (Sint-Petersburg, 29 november 1977) is een Russische kunstschaatsster.
Petrova is actief in het paarrijden en haar vaste sportpartner is Aleksej Tichonov en zij worden gecoacht door Ludmilla Velikova. Petrova en Tichonov schaatsen samen sinds 1998.
In het verleden schaatste zij onder andere met Anton Sikharulidze (in 1993 (2e) en 1994, 1995 wereldkampioen bij de junioren) en Teimuraz Pulin (in 1997 2e op het WK voor junioren).
| records             | punten | datum      | toernooi                  |
| ------------------- | ------ | ---------- | ------------------------- |
| Hoogste totaalscore | 188.21 | 16-03-2005 | WK 2005                   |
| Hoogste korte kür   | 67.42  | 17-12-2004 | ISU Grand Prix Final 2005 |
| Hoogste lange kür   | 122.62 | 04-11-2004 | Cup of China 2005         |

## Belangrijke resultaten
(1993-1996 met  Anton Sikharulidze, 1997 met Teimuraz Pulin, 1999-2007 met Aleksej Tichonov)
| Kampioenschap           | 1993   | 1994 | 1995 | 1996 | 1997   | 1998 | 1999   | 2000   | 2001   | 2002  | 2003   | 2004   | 2005   | 2006  | 2007   |
| ----------------------- | ------ | ---- | ---- | ---- | ------ | ---- | ------ | ------ | ------ | ----- | ------ | ------ | ------ | ----- | ------ |
| Olympische Spelen       |        |      |      |      |        |      |        |        |        | 6e    |        |        |        | 5e    |        |
| Wereldkampioenschap     |        | 8e   | 6e   |      |        |      | 4e     | Goud   | 4e     | 4e    | Brons  | 4e     | Zilver | Brons | tzt    |
| Europees Kampioenschap  |        |      | 6e   | 5e   |        |      | Goud   | Goud   | 4e     | Brons | Brons  | Zilver | Brons  | Brons | Zilver |
| Nationaal Kampioenschap |        |      |      |      |        |      | Zilver | Zilver | Zilver | Brons | Zilver | Zilver | Zilver | Goud  |        |
| WK junioren             | Zilver | Goud | Goud |      | Zilver |      |        |        |        |       |        |        |        |       |        |